# Andra decennier
Andra decennier släpptes den 22 november 2006 och är ett album av den svenske sångaren Björn Skifs där han sjunger svenska schlager av bland andra Jules Sylvain, Ulf Peder Olrog och Povel Ramel. Skivan är en uppföljare till Decennier som utgavs 2005.

## Låtlista
1. Södermalm
2. Säg det i toner
3. Alla har vi varit små
4. Säg hur har du det med kärleken idag
5. Räkna de lyckliga stunderna blott
6. Alla säger att jag ser så ledsen ut
7. Violen från Flen
8. Allt detta och himlen därtill
9. På en liten smutsig bakgård
10. Solen lyser även på liten stuga
11. Sång om syrsor
12. En liten smula kärlek

## Listplaceringar
| Lista (2006-2007) | Topplacering |
| ----------------- | ------------ |
| Sverige           | 1            |

### Fotnoter
1. ↑  ”Listplacering”. http://hitparad.se/showitem.asp?interpret=Bj%F6rn+Skifs&titel=Andra+decennier&cat=a. Läst 1 maj 2011.